# كارمن إلكترا
تارا ليه باتريك (بالإنجليزية: Carmen Electra) (بالإنجليزية: Tara Leigh Patrick) أو كما عرفت باسمها المهني كارمن إلكترا (20 أبريل 1972 - )، ممثلة أمريكية وشخصية تلفزيونية. اكتسبت شهرة عن طريق ظهورها في مجلة البلاي بوي وظهورها مع فرقة pussycat dolls.

## دخولها في التمثيل
بدات باتريك مهنتها المحترفة في 1990 كراقصة في حديقةِ ألعاب جزيرةِ الملوكِ في ميسن، أوهايو في عرضِ يسمى “ إنه سحري ,” وكان أحد المعارضِ الأكثرِ شعبية في المتنزهاتَ
انتقلتْ إلى كاليفورنيا في 1994، حيث قابلتْ أحد المنتجين الذي كان يلقب نفسه الأمير، فلما راى اداها بينما بين الفتيات اعجب بمهاراتها الفنية. الأمير أقنعَها بدخول إلى عالم الفن ولتَغيير اسمِها إلى كارمن إليكترا وبدلاً مِن ذلك سجلت ألبوم منفرد. مباشرة بعد ما وقّعتْ تعاقدُ تسجيل مع شركةِ الأميرِ بيسلي سجلات متنزهِ.
وفي عام 1995، بدأت إليكترا تظهر في مختلف البرامج التلفزيونية. بعد ذلك، في أيار / مايو 1996 كانت مميزة في تصوير صور عارية لها في مجلة بلاي بوي، وهي الأولى من عدة وهذا أدى إلى تعرضها للظهور بصورة كبيرة في البرامج التلفزيونية
إليكترا أصبحت شعبية بين القراء من بلاي بوي التي كانت واردة في مجلة أكثر ثلاث مرات، والثانية مع ظهور لها في حزيران / يونيو 1997-2000 وأعربت لاحقا انها لن تتعاقد مع المجلة مرة أخرى، اواخر عام 1998 تزوجت من لاعب السلة الشهير دينس رودمان وانفصلت عنه شهر نيسان من عام 1999.

## روابط خارجية
- كارمن إلكترا على موقع IMDb (الإنجليزية)
- كارمن إلكترا على موقع ميتاكريتيك (الإنجليزية)
- كارمن إلكترا على موقع روتن توميتوز (الإنجليزية)
- كارمن إلكترا على موقع قاعدة بيانات الأفلام العربية
- كارمن إلكترا على موقع ألو سيني (الفرنسية)
- كارمن إلكترا على موقع ميوزك برينز (الإنجليزية)
- كارمن إلكترا على موقع تيرنر كلاسيك موفيز (الإنجليزية)
- كارمن إلكترا على موقع أول موفي (الإنجليزية)
- كارمن إلكترا على موقع قاعدة بيانات الأفلام السويدية (السويدية)
- كارمن إلكترا على موقع إن إن دي بي (الإنجليزية)